# Moiola
Moiola (Moiòla in occitano, Mojòla in piemontese) è un comune italiano di 219 abitanti della provincia di Cuneo in Piemonte.

## Società

### Evoluzione demografica
Abitanti censiti

## Infrastrutture e trasporti

### Tranvie
Tra il 1914 e il 1948 Moiola fu servita dalla tranvia Cuneo-Borgo San Dalmazzo-Demonte. Attualmente il paese è servito dalla linea 93 Cuneo-Vinadio, gestita da Bus Company.

## Amministrazione
Di seguito è presentata una tabella relativa alle amministrazioni che si sono succedute in questo comune.
| Periodo        | Periodo        | Primo cittadino   | Partito             | Carica  | Note  |
| -------------- | -------------- | ----------------- | ------------------- | ------- | ----- |
| 9 luglio 1985  | 25 maggio 1990 | Romano Comba      | lista civica        | Sindaco | [ 5 ] |
| 25 maggio 1990 | 24 aprile 1995 | Franco Degiovanni | -                   | Sindaco | [ 5 ] |
| 24 aprile 1995 | 14 giugno 1999 | Franco Degiovanni | -                   | Sindaco | [ 5 ] |
| 14 giugno 1999 | 14 giugno 2004 | Gianluca Comba    | -                   | Sindaco | [ 5 ] |
| 14 giugno 2004 | 8 giugno 2009  | Flavio Girodengo  | orizzonti nuovi     | Sindaco | [ 5 ] |
| 8 giugno 2009  | 26 maggio 2014 | Flavio Girodengo  | lista civica        | Sindaco | [ 5 ] |
| 26 maggio 2014 | in carica      | Loris Emanuel     | lista civica: alpes | Sindaco | [ 5 ] |

### Altre informazioni amministrative
Il comune faceva parte della Comunità montana Valle Stura.